# Бок бира
 Тази статия е за стила бира.  За Българския олимпийски комитет вижте БОК.  
Бок бира (на немски: Bockbier или Starkbier) е вид немска подсилена бира, която основно е тип лагер, с екстрактно съдържание над 16% и съдържание на алкохол: 6,3 – 7,2 %, като има и по-силни образци. Бок бирата може да бъде светло или тъмно пиво.

## Видове бок

### Традиционен бок
Традиционният бок (Traditional Bock) наричан още и Дунклес бок е създаден в северногерманския град Айнбек в Долна Саксония, който е пивоварен център по времето на Ханзейския съюз (ХІV – ХVІІ век). Айнбек получава статут на град през 1240 г., както и правото да произвежда собствена бира. През средните векове айнбекската бира се прави с дрожди с висока ферментация, и получената бира е тип „ейл“. Тя се изнася в цяла Европа, и за да обезпечат свежестта на бирата по време на дългия транспорт, местните пивовари го правят плътно и силно. Даже мюнхенските херцози Вителсбах се снабдявали с бира от 1555 г. от Айнбек, докато през 1573 г. в замъка Trausnitz не била открита първата придворна пивоварна, която през 1589 г. била пренесена в Мюнхен. През 1614 г. на работа в пивоварната бил поканен майсторът-пивовар от Айнбек – Елиас Пихлер (Elias Pichler). С течение на времето, поради особеностите на баварския диалект, неговата бира започнали да наричат „Бок бира“ – бира от Айнбек. Думата „бок“ също означава и „козел“ на немски език, изображения на козел често се използват на етикетите и рекламите на бок бирата.
Традиционният бок се прави от мюнхенски и виенски малц, както и малко тъмни печени малцове за придаване на цвят; континентални европейски сортове хмел и чисти лагерни дрожди. Отличава се със светломеден до тъмнокафяв цвят, с привлекателни гранатови оттенъци, добра прозрачност въпреки тъмния цвят и обилна кремообразна пяна. Преобладава богатия вкус и аромат на мюнхенски и виенски малц. Алкохолно съдържание: 6,3 – 7,2 %.
Типични търговски марки са: Einbecker Ur-Bock Dunkel, Aass Bock, Great Lakes Rockefeller Bock, Spaten Premium Bock, Amstel Bock, Grolsch Herfstbok, Shiner Bock, Michelob Amber Bock.

### Допелбок
Допелбок или Двоен бок (Doppelbock) е баварска бира, създадена първоначално в Мюнхен от монасите от манастира „St. Francis of Paula“. През епохата на Контрареформацията баварският курфюрст Максимилиан I поканил в Бавария католически монаси. През 1627 г. те основали в околностите на Мюнхен манастир. Орденът, към който принадлежало монашеското братство, предписвал строги ограничения, сред които и консумирането по време на великите пости само на течни храни и продукти. Монасите, които пристигнали от Италия, понасяли тежко особеностите на баварския климат. Първоначално те поддържали силите си с бира от придворната пивоварна, която не попадала под ограниченията на постите. Тази бира била силна и калорична, тъй като през тези времена бирата не се филтрирала. Монасите получили от Максимилиан I и правото самостоятелно да варят собствена бира. Те още повече увеличили нейната плътност и алкохолно съдържание, и то станало още по засищащо. По-късно монасите започнали и да продават произвежданата от тях бира и тя получила от мюнхенските потребители названието „допелбок“ (двоен бок).
Историческите версии на допелбок са били по-сладки и по-слаби, в сравнение с днешните версии на тази бира. Много от бирите „допелбок“ имат названия, оканчаващи на „-атор“.
Повечето версии на допелбок имат тъмен цвят, но съществуват и превъзходни светли версии. Светлите версии нямат това богатство и вкус на тъмни малцове, и са по-сухи, с хмелен привкус и горчивина. Допелбок бирите нямат горна граница за горчивина и алкохолно съдържание. Прави се от пилз и/или виенски малц за светлите версии, и от мюнхенски и виенски малц за тъмните, като понякога към последните се добавят и по-тъмни малцове (като Carafa). Използва се благороден хмел и чисти лагерни дрожди. По цвят допелбок варира от тъмнозлатист до тъмнокафяв. тъмните версии могат да имат рубинени оттенъци. Има добра прозрачност и обилна пяна – бяла при светлите и кремообразна при тъмните версии. Богат малцов вкус и аромат, с нотки на карамел. Алкохолно съдържание: 7,0 – 10,0+ %.
Типични търговски марки са: Paulaner Salvator, Ayinger Celebrator, Spaten Optimator, Tucher Bajuvator, Augustiner Maximator, Weihenstephaner Korbinian, Weltenburger Kloster Asam-Bock, EKU 28, Eggenberg Urbock 23?, Samichlaus, Bell's Consecrator, Moretti La Rossa, Hoss Doppel-Hirsch.

### Айсбок
Айсбок или Леден бок (Eisbock) е изключително силна, плътна и малцова тъмна бира, която е традиционна за района на гр. Кулмбах (Германия). Според легенда, през 1890 г. работник от една пивоварна в Кулмбах оставил бурета с бира през зимата на улицата. Част от съдържащата се в бирата вода замръзнала, а останалата вътре в ледения блок бира станала много силна. На следващия ден, за наказание майсторът-пивовар наредил на провинилия се работник да разбие ледените блокове и да изпие съдържащата се в тях бира. За удивление на всички, бирата се оказала силна, ароматна и напълно годна за пиене. Така била открита технологията за производство на леден бок.
Айсбок се прави чрез замразяване на допелбок и последващо отстраняване на леда, за концентрация на вкуса и алкохолното съдържание. След процеса на замразяването обикновено е необходимо продължително отлежаване за смекчаване на спирта и подобряване на баланса между малц и алкохол. На цвят айсбок е от тъмномедна до тъмнокафява, често с красиви рубинови оттенъци. Прозрачността е добра, съдържанието на алкохол е над средното. Отличава се с богат, сладък, малцов вкус, балансиран от значително алкохолно съдържание и силен малцов аромат с нотки на синя слива или грозде. Алкохолно съдържание: 9 – 14+ %.
Типични търговски марки са: Kulmbacher Reichelbr au Eisbock, Eggenberg Urbock Dunkel Eisbock, Niagara Eisbock, Southampton Eisbock.

### Майбок
Майбок или Хелес/Хелер бок (Майски/светъл бок) (Maibock/Helles/Heller Bock) е сравнително скорошна разработка в сравнение с останалите бок бири. Тази бира обикновено се предлага по време на пролетните фестивали в Европа, обикновено през месец май, откъдето е получила и името си.
Макар и достатъчно малцова, тази бира има по-слабо изразен малцов вкус, отколкото традиционният бок. Майбок е по-светъл, по-сух и по-горчив от традиционния бок. Отличава се с тъмнозлатист до светлокехлибарен цвят, добра прозрачност и обилна кремообразна пяна.
Преобладава богатия вкус и аромат на континенталните пейл малцове. Прави се от пилз и/или виенски малц и по-малко мюнхенски малц, както и благороден хмел. Алкохолно съдържание: 6,3 – 7,4 %.
Типични търговски марки са: Ayinger Maibock, Hacker-Pschorr Hubertus Bock, Einbecker Mai-Urbock, Augustiner Hellerbock, Hofbrau Maibock, Capital Maibock, Victory St. Boisterous, Gordon Biersch Blonde Bock.

## Бок в България
Столично (Stolichno Bock Beer) е единствената бок бира, произвеждана в България от „Загорка" АД, собственост на Heineken, в пивоварната „Загорка“ в гр. Стара Загора.
Столично се прави по оригинална рецепта с изцяло тъмни малцове. Бирата е с алкохолно съдържание: 6 – 7% и 16 – 17° Р екстрактно съдържание. Производственият процес включва продължителна ферментация, отлежаване и използване на висококачествени тъмни малцове, вода, мая и хмел. Характерен акцент в аромата на Столично е силният карамел, който присъства и във вкуса заедно с нотки на кафе.